# Misodema dubia
Misodema dubia är en insektsart som beskrevs av Caldwell 1945. Misodema dubia ingår i släktet Misodema och familjen sköldstritar. Inga underarter finns listade i Catalogue of Life.